# Могилёвский областной драматический театр
Могилёвский областно́й драмати́ческий теа́тр (МОДТ) — театр в Могилеве, основанный в 1888 году, один из старейших театров Республики Беларусь. Это единственное театральное здание XIX века, сохранившееся на территории Беларуси.
У Могилевского драматического театра есть две сцены. Основная на 307 мест и Малая сцена на 80 мест.

## История

### Здание театра
Долгое время основным театральным помещением в Могилеве было деревянное здание, возведенное над Днепром в XVIII веке по проекту архитектора Бригонзи в честь посещения города императрицей Екатериной II. С течением времени деревянный театр пришел в совершенно непригодное состояние.
С начала 40-х годов XIX века театр располагался на втором этаже старинного каменного здания на Ветреной улице вблизи губернских присутственных мест. В феврале 1852 года это здание, принадлежавшее городской думе, сгорело, и спектакли стали играть, как и прежде, в более или менее приспособленных для этой цели частных домах.
С приходом весны и до первых осенних заморозков сценические представления в Могилеве давались также и на подмостках летнего деревянного театра, построенного заезжим антрепренером в городском саду.
С апреля 1871г. театр располагался на Губернаторской площади в частном доме Файницкого. Летом 1882г. театр перебрался в каменный дом мещанина Я.Лурье. В летние сезоны использовались сценические подмостки летнего театра в Муравьевском сквере. 
28 мая 1886 года состоялось первое заседание строительного комитета. В его состав входили: городской голова купец Каптелев П.Ф., полицмейстер Свидерский А.А., почетный гражданин города купец Ратнер И.И., губернский инженер Миляновский Владислав Семенович, инженер-архитектор Камбуров Петр Георгиевич. В 1886 г. корпус здания был в основном возведен. 
К весне 1888 года театр был совершенно готов. Расположение и устройство лож было сделано по образцу варшавского Малого театра. Внутренняя художественная отделка, живописные и лепные работы выполнены местным художником Чернышевым. Им же в потолок зрительного зала был встроен деревянный круг, покрытый лепным орнаментом. Впоследствии разрушен.
Здание городского театра в Могилеве являлось одним из наиболее значительных в художественном отношении строений города в конце XIX в. Место для театра было выбрано в центре города на пересечении Днепровского проспекта и улицы Дворянской. Когда-то здесь проходил ров с оборонительным валом, который был срыт в 1809г. В конце XIX в. на его месте уже была площадь, а по ул. Дворянской был посажен Муравьевский сквер. Размещение театра на этой площади украшало центр города. 
Театр построен из местного красного кирпича с многочисленными деталями, окрашенными в белый цвет. Богатая пластичная проработка фасадов выполнена в сочетании терракотового и белого цвета, что придавало зданию красивый вид. В плане здание прямоугольной формы, в центре которого размещен зрительный зал. В архитектуре театра нашел отражение господствующий в то время псевдорусский стиль. В украшении интерьера использованы формы народной резьбы по дереву. Особо выделяется губернаторская ложа, богато украшенная деревянной резьбой. 
14 мая 1888 года здание театра, после освящения, торжественно передано городу. В заключение своей речи губернатор сказал: «…Передавая это здание в собственность города Могилева, завещаю беречь его, как всякий добрый хозяин бережет свою столь красивую и ценную собственность». 15 мая в городском театре состоялся первый любительский спектакль «Семейные тайны».

### Дореволюционные годы
С сентября 1888г. здание театра было сдано в аренду на 3 года антрепренеру Г.О.Деркачеву из г.Орла. Антреприза Деркачева (настоящая фамилия Любимов) 25 сентября 1888г. открыла зимний сезон представлением драматического сочинения Невежина «Вторая молодость».
В конце 1880-х – 1890-х в Могилеве гастролировали украинские труппы Н. Васильева, Н.К. Садовского, М.К. Заньковецкой и другие, работали антрепризы А.А. Вольского, А.Ф. Каратаева, Московское товарищество артистов под управлением Е.Н. Горевой, Товарищество артистов с участием М.М. Петипа, сына выдающегося балетмейстера М.Н. Петипа, артисты Александринского театра М.Н. Савина, И.А. Стравинская, В.В. Истомина, Н.Н. Ходотов.
17 и 18 ноября 1895г. в театре с двумя концертами выступал С.В. Рахманинов. Это была его первая концертная поездка по России. Он давал концерты вместе с итальянской скрипачкой Терезиной Туа.
В июне 1896г.в Могилеве с труппой И.М.Арнольдова-Чепурнова гастролировали «известные русские трагики» братья Роберт и Рафаил Адельгейм. Роберт Адельгейм окончил в Москве техническое училище, Рафаил– консерваторию, класс фортепиано. По окончании в 1888г. драматического отделения Венской консерватории они работали в театрах Германии, Австрии и Швейцарии. Вернувшись на родину, они почти 40 лет разъезжали по стране, приобщая широкого зрителя к лучшим произведениям мировой драматической литературы.
29 января 1898г. в Могилевском театре отмечался 40-летний юбилей артистической деятельности одного из виднейших провинциальных артистов России, белоруса по происхождению М.А. Завадского. Тот факт, что общественное почитание артиста было торжественно проведено в Могилеве, свидетельствует не только о любви публики к искусству, но и о гражданском мужестве могилевчан, которые отважились устроить торжество в честь артиста.
В 1903г. в театре состоялся первый в Могилеве киносеанс. Газета «Северо-Западный край» сообщала читателям о том, что 10 августа в городском театре состоятся сеансы с настоящим американским биоскопом, самым первым кинематографом того времени.
В 1906г. состоялось два выступления В.Ф. Комиссаржевской в пьесе Г. Ибсена «Нора» .
В 1910 году на весь зимний сезон театр арендовал антрепренер Г. Невский. Его в Могилеве хорошо знали и предпочитали всем прочим. В его труппе дело было поставлено основательно: профессиональные актеры, хорошие костюмы, богатые декорации. Для гимназистов старших классов и студентов педагогического училища Г. Невский организовал воскресные утренние спектакли, причем определенная часть билетов предназначалась для беднейших учеников и студентов и распространялась бесплатно. В труппе Г. Невского в это время работал В.В. Кумельский. Могилевской публике молодой В.Кумельский сразу же понравился. Принимали его тепло, может быть поэтому он неоднократно приезжал в Белоруссию на гастроли и много раз бывал в Могилеве.
В 1912г. позади театра вместо бывшей веранды были пристроены три бетонные стены. Площадь внутри театра расширилась за счет бывших магазинов. В этом же году в опере М. Глинки «Жизнь за царя» выступали   Ф. Шаляпин и Л. Собинов.
В 1912 – 1914гг. на сцене Могилевского театра выступали труппы Ф. Корша, К.Незлобина и В.Рахмановой, В.Кумельского и Н.Шмелева, Московского Малого театра под руководством А. Яблочкиной.
Гастрольные выступления крупнейших актеров современности, творческих групп и ансамблей Александринского, Московского Малого и других столичных театров содействовали повышению общего уровня художественной культуры горожан.
В период пребывания в Могилеве Ставки Верховного главнокомандующего русской армией (1915-1917гг.) в театре шли не только представления заезжих театральных трупп, но и устраивали кинематограф. 8 и 11 января 1916 года по просьбе императора Николая II в театре был устроен кинематограф для учащихся всех школ города и государь оба раза посетил его.
6 мая 1916г. в Ставке праздновали День рождения императора. В этот день в городском театре был устроен кинематограф для офицеров в присутствии царской семьи. Кинематограф в театре устраивался и в день годовщины Верховного Предводительствования Его Императорским Величеством всеми сухопутными и морскими силами на театре военных действий. Присутствовали офицеры Ставки и царская семья. Для императора и офицеров Ставки в театре устраивались просмотры военной кинохроники.

### 1917-1927 годы
Со времени обрушения самодержавия и до установления Советской власти в здании театра проходили многолюдные митинги и собрания различных политических организаций.
В 1917г. на заседании Совета рабочих и солдатских депутатов с докладом о текущем моменте выступал Н.В. Крыленко. 3 декабря 1917г. он с отрядом революционных солдат занял Ставку и вступил в должность Верховного главнокомандующего русской армией.
14 июня 1919г. в 5 часов вечера с балкона городского театра перед трудящимися города Могилева выступал председатель ВЦИК М.И. Калинин, который прибыл в город с агитпоездом «Октябрьская революция».
С 1919 по 1920г. в Могилеве работала русская труппа, которая называлась Могилевским советским театром. Коллектив ставил по четыре – шесть спектаклей за неделю.
22 июня 1920г. в Могилеве организован Показательный театр 16 армии. За год работы театр посетило 150 000 человек, поставлено 30 новых вещей, еще неизвестных могилевской сцене.
28 ноября 1920г. в городском театре состоялось чествование Ф. Энгельса. В ознаменование его юбилея постановили переименовать городской театр в Театр им. Ф. Энгельса.
27 января 1924г. в здании театра состоялось траурное заседание Могилевского городского Совета. На заседании было вынесено решение о переименовании г. Могилева в Ильинск.
В 1921г. в Могилеве работала русская труппа «Поиски». Она ставила преимущественно новые пьесы революционного содержания. В 1920-1922 годах в Могилеве работали театральный коллектив «Синяя блуза» и Первый показательный театр.

### Предвоенные годы
До 1928г. постоянной труппы в театре не было. Русскую передвижную труппу из 28 человек в Могилеве создал Владимир Владимирович Кумельский. Состав труппы был набран из актеров Московской актерской биржи. Зимний сезон играли в Могилеве, летний – в Бобруйске. 
В августе 1929г. по инициативе Главискусства Центрального отраслевого профсоюза трудящихся была созвана Всебелорусская театральная конференция. На конференции было решено создать несколько постоянных русских театральных коллективов. Русский театральный коллектив первой категории поручено организовать режиссеру В.Кумельскому.
1931 г. коллектив стал именоваться Первым русским театром БССР, а в 1932 г. — Государственным русским театром БССР. В труппу перешли актёры из расформированной Русской драмы под руководством Л.Скальского. Директором был назначен В.Кумельский, а художественным руководителем стал бывший руководитель Московского интернационального театра Б.Рощин. В октябре 1932 года Государственный театр открыл свой первый сезон в Могилёве спектаклем «Земля и небо» по пьесе братьев Тур. 
В 1933 г. театр выезжал в Минск на гастроли, которые прошли очень успешно. Спектакль «Егор Булычов и другие» по пьесе М.Горького (с Кумельским в главной роли) вызвал восторг зрителей и критики. Позже В.Кумельскому постановлением Совнаркома от 11 июля 1933 г. присвоено звание заслуженного артиста БССР.
С 1935г. Государственный русский драматический театр БССР постоянно работает в здании городского театра в г. Могилеве. 
В 30-е годы на сцене могилевского театра с гастролями выступали различные театры. Весной 1938 года прошли гастроли Витебского белорусского государственного театра. На открытии был показан спектакль по пьесе Я. Коласа «В пущах Полесья». Перед началом спектакля состоялось выступление Я. Коласа и Я. Купалы.
Летом 1938 года в театре проходили гастроли Московского государственного цыганского театра «Ромен», Государственного театра музыкальной комедии, г. Москва, вечер творчества Шолом Алейхема в исполнении известного еврейского артиста-чтеца Д. Виноградского.
15 апреля 1939г. Государственный русский драматический театр БССР спектаклем «Мачеха» окончил зимний сезон и выехал на гастроли в Витебск. 19 апреля 1939г. скоропостижно скончался директор театра В.В.Кумельский. Управление по делам искусств при СНК БССР возложило художественное руководство и реорганизацию театра на Д.А. Орлова.
В Ленинградском театральном институте Д.Орлов дважды просмотрел выпускные спектакли класса известного советского режиссера Л. Вивьена и педагога В. Меркурьева и пригласил этот курс в Могилевский театр. 
В августе 1940г. в Минске триумфально прошли отчетные гастроли Государственного русского драматического театра БССР. После гастролей секретарь ЦК КП(б)Б   П.К.Пономаренко на встрече с актерами сказал: «Молодцы! Не ожидали мы, что вы так быстро наберете высоту! Спасибо, что нашли в себе мужество провести реорганизацию театра, не побоялись. Теперь у нас есть настоящий республиканский театр по уровню режиссерского и актерского мастерства и место ему в столице».Художественному руководителю театра Д.А. Орлову присвоено звание Народного артиста БССР.  В конце 1940г. принято постановление о переводе театра в Минск с 1 сентября 1941г.

### Театр в годы Великой Отечественной войны
22 июня 1941 года Государственный русский драматический театр БССР находился на гастролях в г.Белостоке. 
26 июля 1941 года Могилев был оккупирован немецко-фашистскими войсками, несмотря на мужественное сопротивление защитников города. В августе 1941г. шестеро артистов, волею случая заброшенных в Могилев из Пинска, Казани, Ростова, Минска и др. городов, начали в Могилеве работу по созданию театра. 
В феврале 1942г. город Могилев в лице Городского головы И.С. Фелицина и Могилевская театральная труппа в лице директора труппы В.Х. Судзанова заключили договор о том, что город предоставляет в арендное пользование для постановок театральной труппе Городской театр со всем его оборудованием и инвентарем сроком до 1 июля 1942г. Труппа обязывалась ставить не менее 8 спектаклей в месяц, каждые субботу и воскресенье.
К августу 1943г. из маленькой группы актеров театр вырос в организованную труппу из 18 человек.
В сентябре 1943г. в Могилеве был создан детский театр. Среди участников были и воспитанники детского дома. В театрах Могилева помимо представлений, для школьников устраивались концерты белорусской музыки, ансамбля народных инструментов, детского хора учащихся музыкальной школы и хора Николаевского собора, церковного хора певчих «Грайко», хора Борисоглебской церкви, коллектива городской эстрады, состава духового оркестра службы порядка.
К исходу 1943г. Государственный русский драматический театр БССР восстанавливается как фронтовой. 
25 сентября 1943г. ЦК КП(б)Б принял решение перестать считать Государственный русский театр БССР фронтовым и передать в Управление по делам искусств при СНК БССР.
28 июня 1944 года Могилев освобожден от немецко-фашистских захватчиков. В театре начинаются восстановительные работы. 
Осенью 1944г. театр открыл первый сезон в освобожденном Могилеве спектаклем «Встреча в темноте» Ф. Кнорре в постановке С. Владычанского, художник К. Кулешов. 
В апреле 1945г. театр переведен в г. Гродно, а в 1947г. – в Минск.

### 1945-1954 годы
19 сентября 1945г. Совет Народных Комиссаров постановил в связи с отсутствием театрального помещения в г.Гомеле перевести временно Гомельский областной драматический театр в г.Могилев, предоставив ему здание Могилевского областного театра.
С сентября 1947г. Гомельский театр переименован в Могилевский областной русский драматический театр.
Постановлением Совета Министров БССР от 12 марта 1949 года Могилевский областной драматический театр был объединен с государственным театром им. Ленинского комсомола в г. Бресте. Большинство творческих работников перешло в Брестский государственный театр им. Ленинского комсомола Белоруссии.
В начале 1950-х годов в здании театра проходили спектакли гастролировавших коллективов, размещался областной дом народного творчества. 
В 1954г. Совет Министров БССР своим постановлением № 342 от 21 апреля обязал Министерство культуры БССР перевести Пинский областной драматический театр в г. Могилев и именовать его Могилевский областной белорусский драматический театр. 29 октября 1954г. Могилевский театр открыл свой первый театральный сезон спектаклем «Ярослав Мудрый» по пьесе И.А. Кочерги.

## Труппа театра

### Актёры (труппа, по состоянию на 137 театральный сезон)
- Артименя Вадим — актер
- Белоцерковская Евгения — актриса
- Белоцерковский Григорий — актер, Народный артист Республики Беларусь
- Бурко Вероника — актриса
- Галец Василий — актер, Заслуженный артист Республики Беларусь
- Гончарова Илона — актриса
- Гринавцева Кристина — актриса
- Дудкевич Дмитрий — актёр
- Дунченко Ирина — актриса
- Зеньков Александр — актер
- Каменкова Елена — актриса
- Колокустова Наталья — актриса
- Кондолева Екатерина — актриса
- Костюченко Мария — актриса
- Кривонос Елена — актриса
- Кулешов Александр — актер
- Ладик Юлия — актриса
- Лобанок Галина — актриса
- Логвин Дарья — актриса
- Матюшко Александр — актер
- Матюшко Ольга — актриса
- Полищук Александр — актер
- Романовский Николай — актер
- Рудакова Мария — актриса
- Самкнулов Даниил — актер
- Страхов Владислав — актер
- Трусова Дарья — актриса
- Угначева Галина — актриса
- Цыбин Алексей — актер
- Чернюк Максим — актер
- Шатова Виктория — актриса
- Шмат Анна — актриса
- Якушевич Дарья — актриса
- Барейша Людмила — артистка оркестра
- Журова Светлана — артист оркестра
- Маркина Светлана — артист оркестра
- Милованова Надежда — артистка оркестра
- Симоненко Елена — артист оркестра
- Юргелас Вероника — артистка оркестра
- Юрченко Никита — артист оркестра

### Администрация театра
- Директор театра — Кузнецова Ольга Владимировна
- Заместитель директора — Юргелас Вероника Александровна
- Заместитель директора по административно-хозяйственной деятельности — Чечушкин Александр Александрович

### Художественное руководство
- Главный режиссер — Хусаинова Камиля Айратовна
- Главный художник — Лашицкий Михаил Евгеньевич
- Режиссер-постановщик — Хусаинова Камиля Айратовна
- Заведующий труппой — Устинович Наталья Эдуардовна
- Руководитель литературно-драматургической части —
- Заведующий музыкальной частью — Бычков Игорь Николаевич
- Заведующий художественно-постановочной частью —

## Награды
- Почётная грамота Совета Министров Республики Беларусь (13 мая 2003 года) — за сохранение и развитие лучших традиций театрального мастерства и связи с 115-й годовщиной со дня создания театра[1].